# Vārkava
Vārkava è un comune della Lettonia appartenente alla regione storica della Letgallia di 2.412 abitanti (dati 2009).

## Località
Il comune è stato istituito nel 2009 ed è formato dalle seguenti località:
- Rožkalni
- Upmale
- Vārkava
- Vecvārkava